# Prospero (Satellit)
Prospero (auch X-3) ist die Bezeichnung des einzigen mit einer britischen Trägerrakete (Typ Black Arrow) gestarteten Satelliten. Der Satellit wurde im „Royal Aircraft Establishment“ in Farnborough in den 1960er Jahren entwickelt. Er wurde am 28. Oktober 1971 in Woomera (Australien) gestartet und umrundet die Erde auf einer um 82 Grad geneigten Bahn. Sein Perigäum hat eine Höhe von 531 Kilometern und sein Apogäum von 1403 Kilometern.
Der 66 Kilogramm schwere Satellit, der noch heute die Erde umkreist, führte Messungen zur Häufigkeit von Mikrometeoriten aus. Bis 1973 lieferte der Satellit die Daten von den durchgeführten Experimenten. Danach wurde er bis 1996 nur mehr einmal jährlich kontaktiert. Funkamateure konnten das Signal des Satelliten zuletzt im Jahre 2000 empfangen.
Schon drei Monate vor seinem Start kündigte die britische Regierung den Stopp des Weltraumprojektes an. Dies wirkte sich auch auf die Namensgebung aus. Ursprünglich sollte der Satellit „Puck“ heißen, nach dem trickreichen Elfen aus Shakespeares Sommernachtstraum. Letztendlich nannte man ihn „Prospero“ nach der Hauptfigur in Shakespeares Sturm. Es ist ein Zauberer der auf einem kaum seetüchtigen Boot vor einer tödlichen Intrige flieht, auf einer Insel strandet und von dort aus für Gerechtigkeit sorgt.
1995 war die zuständige staatliche Firma Royal Aircraft Establishment (RAe) in der Defence Evaluation and Research Agency (DERA) aufgegangen, die 2001 wieder gesplittet wurde. Im Jahr 2011 versuchen mehrere Studenten des Mullard-Institutes für Weltraumwissenschaften am Londoner University College nach 40 Jahren den Satelliten zu reaktivieren. Jedoch sind viele technische Daten, die bei der Reaktivierung helfen würden, verloren gegangen. Die wichtigen Kontaktcodes fand man mehr oder weniger zufällig auf einem Zettel im britischen Nationalarchiv in London.